# サンショウウオ科
サンショウウオ科（サンショウウオか、Hynobiidae）は、両生綱有尾目に分類される科。

## 分布
アフガニスタン、イラン、カザフスタン、大韓民国、中華人民共和国、朝鮮民主主義人民共和国、トルクメニスタン（絶滅？）、日本、ロシア、台湾
5種を除いた全種が東アジア（中華人民共和国、日本、台湾、朝鮮半島）に分布する。化石種を含めてもユーラシア（日本や台湾を含む地域として）固有科。

## 形態
最大種はロンドンサンショウウオで全長15.5 - 26.5センチメートル。尾は長い。目蓋がある。一方で水棲種の一部で瞼は発達しない。前肢の指は4本で、後肢の趾は4 - 5本。
涙骨がある。肺は小型。ハコネサンショウウオ属には肺がなく、セイホウサンショウウオ属では退化的。

## 分類
ドイツにある暁新世、ハンガリーにある中新世、ルーマニアにある鮮新世の地層から化石種が発見されている。
現生の有尾目では唯一鼻骨の間に骨（間鼻骨）があるムカシサンショウウオのみで、ムカシサンショウウオ亜科Protohynobiinaeを構成する説もあった。一方でムカシサンショウウオは確実な発見例が模式標本となった個体のみで、後に発見されたムカシサンショウウオとされる個体（間鼻骨はない）のミトコンドリアDNAの分子系統解析からニセサンショウウオ属に含める説もある。2012年にはハコネサンショウウオ属のみでOnychodactylinae亜科を構成する説が提唱されている。
以下の分類は付記のないかぎりAmphibian Species of the World(2018)に従う。
- サンショウウオ亜科 Hynobiinae
  - Afganodon（チュウトウサンショウウオ属Paradactylodonを無効名とし分割する説もあり）
    - Afganodon musteri アフガニスタンサンショウウオ Afghanistan mountain salamander[4]

  - タカネサンショウウオ属 Batrachuperus
    - Batrachuperus karlschmidti
    - Batrachuperus londongensis ロンドンサンショウウオ[5]
    - Batrachuperus pinchoonii タカネサンショウウオ[5]
    - Batrachuperus tiberanus チベットサンショウウオ[5]
    - Batrachuperus yenyuanensis

  - サンショウウオ属 Hynobius - 和名は2011年までに記載された日本産を除く種を西川(2011）・2017年12月現在までに記載された日本産の種は日本爬虫両棲類学会(2017)の標準和名に従う[2][7]。
    - Hynobius abei　アベサンショウウオ Abe's salamander[4]
    - Hynobius abuensis アブサンショウウオ
    - Hynobius akiensis アキサンショウウオ
    - Hynobius amakusaensis アマクササンショウウオ
    - Hynobius amjiensis アンチサンショウウオ
    - Hynobius arisanensis アリサンサンショウウオ
    - Hynobius bakan ヤマグチサンショウウオ
    - Hynobius boulengeri オオダイガハラサンショウウオ
    - Hynobius chinensis シナサンショウウオ
    - Hynobius dunni　オオイタサンショウウオ Oita salamander[4]
    - Hynobius formosanus タイワンサンショウウオ
    - Hynobius fossigenus ヒガシヒダサンショウウオ
    - Hynobius fucus コガタタイワンサンショウウオ
    - Hynobius glacialis ヒョウガサンショウウオ
    - Hynobius guabangshanensis ガバシャンサンショウウオ
    - Hynobius guttatus マホロバサンショウウオ
    - Hynobius hidamontanus ハクバサンショウウオ Hakuba salamander[4]
    - Hynobius hirosei イシヅチサンショウウオ
    - Hynobius ikioi[8] ベッコウサンショウウオ
    - Hynobius iwami イワミサンショウウオ
    - Hynobius katoi アカイシサンショウウオ
    - Hynobius kimurae ヒダサンショウウオ
    - Hynobius kuishiensis イヨシマサンショウウオ
    - Hynobius kunibiki イヅモサンショウウオ
    - Hynobius leechii チョウセンサンショウウオ
    - Hynobius lichenatus トウホクサンショウウオ
    - Hynobius maoershanensis マオエルシャンサンショウウオ
    - Hynobius mikawaensis ミカワサンショウウオ
    - Hynobius naevius ブチサンショウウオ
    - Hynobius nebulosus カスミサンショウウオ
    - Hynobius nigrescens クロサンショウウオ
    - Hynobius okiensis オキサンショウウオ Oki salamander[4]
    - Hynobusi osumiensis オオスミサンショウウオ
    - Hynobius owariensis オワリサンショウウオ
    - Hynobius oyamai チクシブチサンショウウオ
    - Hynobius quelpaertensis サイシュウサンショウウオ
    - Hynobius retardatus エゾサンショウウオ
    - Hynobius setoi サンインサンショウウオ
    - Hynobius sematonotos チュウゴクブチサンショウウオ
    - Hynobius setouchi セトウチサンショウウオ
    - Hynobius shinichisatoi ソボサンショウウオ
    - Hynobius sonani ソナンサンショウウオ
    - Hynobius stejnegeri[8] コガタブチサンショウウオ
    - Hynobius takedai ホクリクサンショウウオ Hokuriku salamander[4]
    - Hynobius tokyoensis トウキョウサンショウウオ
    - Hynobius tosashimizuensis トサシミズサンショウウオ
    - Hynobius tsuensis ツシマサンショウウオ
    - Hynobius tsurugiensis ツルギサンショウウオ
    - Hynobius turkestanicus トルクメニスタンサンショウウオ（絶滅？）
    - Hynobius unisacculus
    - Hynobius utsunomiyaorum ヒバサンショウウオ
    - Hynobius vandenburghi ヤマトサンショウウオ
    - Hynobius yangi コリサンショウウオ
    - Hynobius yiwuensis イーウーサンショウウオ

  - Iranodon属（チュウトウサンショウウオ属Paradactylodonを無効名とし分割する説もあり）
    - Iranodon gorganensis ゴルガンサンショウウオ Gorgan mountain salamander[4]
    - Iranodon persicus ペルシアサンショウウオ Persia mountain salamander[4]

  - リュウサンショウウオ属 Liua - 以下の和名は西川(2011)に従う[9]
    - Liua shishi リュウサンショウウオ
    - Liua tsinpanensis チンリンサンショウウオ

  - フトサンショウウオ属 Pachyhynobius
    - Pachyhynobius shangchengensis フトサンショウウオ[10]

  - ニセサンショウウオ属 Pseudohynobius - 以下の和名は西川(2012)に従う[11]
    - Pseudohynobius flavomaculatus キハンニセサンショウウオ
    - Pseudohynobius guizhouensis キシュウニセサンショウウオ
    - Pseudohynobius jinfo ジュウケイニセサンショウウオ
    - Pseudohynobius kuankuoshuiensis カンコウスイニセサンショウウオ
    - Pseudohynobius puxiongensis ムカシサンショウウオ[5]
    - Pseudohynobius shuichengensis スイチュンニセサンショウウオ

  - セイホウサンショウウオ属 Ranodon
    - Ranodon sibiricus セイホウサンショウウオ Semirechensk salamander[4]

  - キタサンショウウオ属 Salamandrella - 以下の和名は西川(2013)に従う[12]
    - Salamandrella keyserlingii キタサンショウウオ
    - Salamandrella tridactyla エンカイシュウキタサンショウウオ

- Onychodactylinae亜科
  - ハコネサンショウウオ属 Onychodactylus - 和名は2012年までに記載された日本産を除く種を西川(2012）・2017年12月現在までに記載された日本産の種は日本爬虫両棲類学会(2017)の標準和名に従う[2][13]
    - Onychodactylus fischeri ハコネサンショウウオモドキ
    - Onychodactylus fuscus タダミハコネサンショウウオ
    - Onychodactylus intermedius バンダイハコネサンショウウオ
    - Onychodactylus japonica ハコネサンショウウオ
    - Onychodactylus kinneburi シコクハコネサンショウウオ
    - Onychodactylus koreanus  Korean crawed salamander[14]
    - Onychodactylus nipponoborealis キタオウシュウサンショウウオ Tohoku clawed salamander[14]
    - Onychodactylus pyrrhonotus ホムラハコネサンショウウオ
    - Onychodactylus tsukubaensis ツクバハコネサンショウウオ
    - Onychodactylus zhangyapingi  Jilin clawed salamander[14]
    - Onychodactylus zhaoermii  Liaoning clawed salamander[14]

## 生態
陸棲もしくは水棲で、幼生は確認されている限りは水棲。
繁殖様式は卵生。確認されている限りは体外受精。

## 人間との関係
食用や薬用とされることもある。
開発による生息地の破壊、土砂の流出やごみによる水質汚濁や水質汚染、漁業による混獲などにより生息数が減少している種もいる。

## 画像

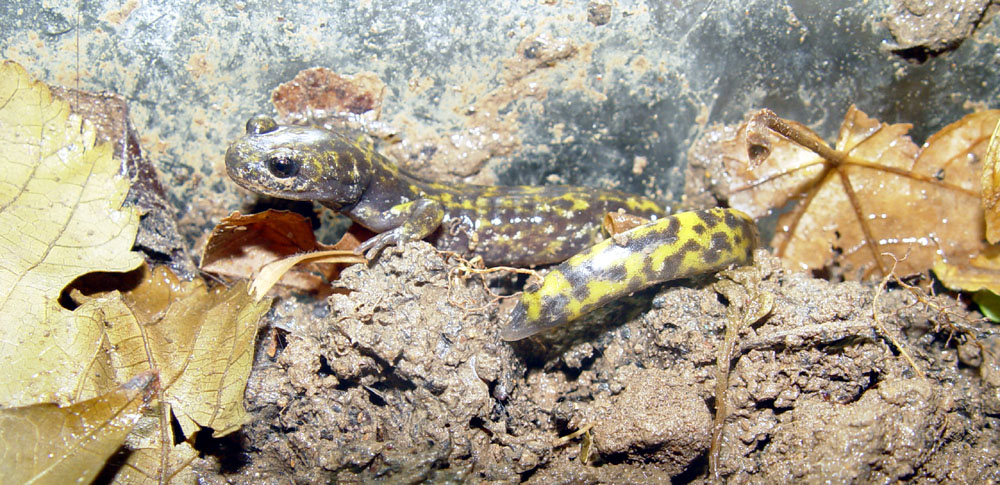
ペルシャサンショウウオ P. persicus
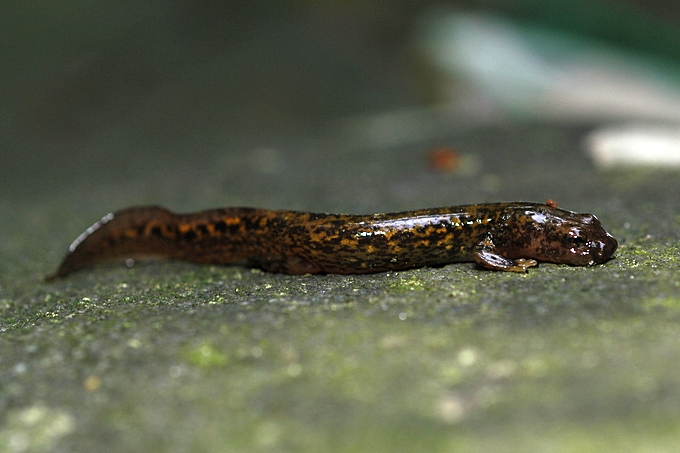
ハコネサンショウウオモドキ O. fischeri